# Airani, Ranibennur
Airani là một làng thuộc tehsil Ranibennur, huyện Haveri, bang Karnataka, Ấn Độ.